# Gare de Châteauroux
Gare de Châteauroux - stacja kolejowa w Châteauroux, w Regionie Centralnym, w departamencie Indre, we Francji. Stacja została otwarta w 1847.